# Kniri Knaus

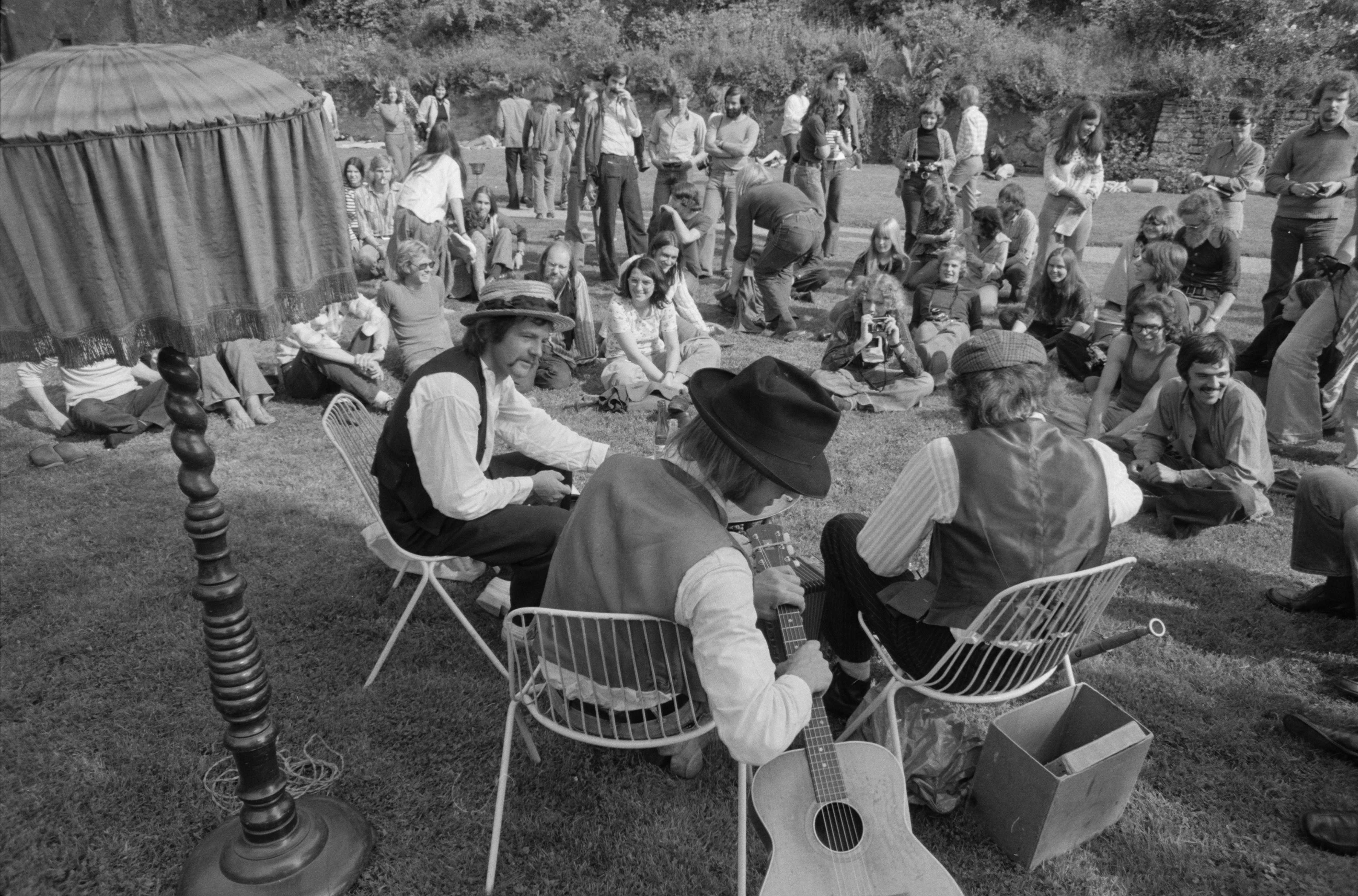
Pfuri, Gorps und Kniri 1975 am Folkfestival Lenzburg

Peter „Kniri“ Knaus (* 3. März 1945 in Aarau) ist ein Schweizer Jazz- und Blues-Musiker. Er ist in diversen Jazzbands mit Posaune, Mundharmonika (Bluesharp) und Cajun-Akkordeon aktiv.

## Leben und Wirken
Kniri Knaus ist seit 1960 mit verschiedenen Jazz- und Blues-Bands unterwegs. Unter dem Einfluss von New-Orleans-Posaunisten hat Kniri Knaus eine eigenständige Spielweise gefunden, die in der Tradition des New Orleans Jazz verwurzelt ist. Seit 1965 setzt er auch die Blues-Harp in der Art von Sonny Boy Williamson ein.
Seit 1961 ist er Mitglied der Aarauer „Riverstreet Jazzband“, mit der er im traditionellen New Orleans-Stil spielt. In den 60er Jahren spielte er unter anderem auch in der Big Band von Pepe Lienhard, mit der er zweimal beim Jazz Festival Zürich auftrat. In den folgenden Jahren war er auch im Rhythm & Blues und im Soul aktiv. 1968 gewann er mit der Gruppe „etc“ das Schweizer „Rhythm-&-Blues-Festival“. Von 1967 bis 1969 gehörte er zu den „JazzBandits“; 1972 spielte er mit der Jazzrock-Gruppe „Relief“ aus Prag.
Von 1974 bis 1981 arbeitete er als semiprofessioneller Musiker in der Formation Pfuri, Gorps & Kniri, mit der er auf internationalen Festivals wie beim Roskilde-Festival in Dänemark und mehrmals beim Montreux Jazz Festival sowie diverse Male im Fernsehen auftrat und den Spielfilm „Pfuri, Gorps & Kniri im Hotel“ und einen Auftritt am Eurovision Song Contest 1979 in Jerusalem absolvierte.
Seit 1974 spielt Kniri Knaus auch Blues auf dem Schwyzerörgeli.
Von 1983 bis 1988 war er mit der Gruppe „Rolls Noise“ und „Kniris Crazy Blues Band“ vermehrt im Blues-Bereich aktiv. Mit diesen Gruppen war er auch ausserhalb der Schweiz auf Tour. Nach Auflösung dieser Bands ist er heute wieder vermehrt in der New Orleans Jazz Szene anzutreffen. 
Seit 1990 setzt er auch Cajun Accordions ein. Zwischen 2000 und 2003 entwickelte er eine eigene regelmässige diatonische Toneinteilung für die Handorgel, welche das Spielen des Blues auf einfache Art und Weise auf einer 10-knöpfigen einreihigen Handorgel in 5 Tonarten erlaubt (sog. „Bluesörgeli“).
2013 bis 2016 spielte Kniri Knaus zusammen mit Pfuri Baldenweg und Zach Prather in der Band „Grand Cannon“.
Heute ist er in den folgenden Bands aktiv: „Riverstreet-Jazzband“ (Aarau CH), „Bourbonstreet Jazzband“ (Luzern CH), „Dr. Wim’s Jazz Affair“ (Freiburg D), "Red Hot Serenaders Orchestra" (CH), "Jazzy James" (CH), "Mississippi Stompers" (CH)
Kniri Knaus lebt in Hirschthal.

## Diskografie

### Alben
- 1967: New Orleans Jazz Concert (Riverstreet Jazzband)
- 1976: Leiff (Pfuri, Gorps & Kniri)
- 1977: Montreux ’77 (Pfuri, Gorps & Kniri)
- 1980: Sack n’ Roll (Pfuri, Gorps & Kniri)
- 1985: Live in Jubilee Concert (25 Years) (Riverstreet Jazzband)
- 1986: Crazy Kniri (Crazy Kniri)
- 1988: Over the Waves (Riverstreet Jazzband)
- 1991: 5 Coronas, Please (Los flacos)
- 1994: Now Is the Hour (Riverstreet Jazzband)
- 1994: Best Of (Stallstars)
- 1998: Jambalaya (Riverstreet Jazzband)
- 1999: jazzbourbonstreet.ch (Bourbon Street Jazz Band)
- 2002: Rock of Ages (Riverstreet Jazzband)
- 2004: Let the Good Times Roll (Herb Miller Jazz Band)
- 2007: paradebourbonstreet.ch (Bourbon Street Jazz Band)
- 2008: Chimes Blues (Riverstreet Jazzband)
- 2008: Deliciously Slow (Dr. Wim's Jazz Affair)
- 2014: Boom (Grand Cannon)

### Singles
- 1979: Camping (Pfuri, Gorps & Kniri)
- 1979: Trödler & Co (Peter, Sue & Marc + Pfuri, Gorps & Kniri)

## Lexigraphische Einträge
- Biografisches Lexikon des Schweizer Jazz